# 銀聖
銀聖（ぎんせい）は、北海道の日高町、新冠町、新ひだか町、浦河町、様似町、えりも町など日高振興局管内の海域で、定置網漁業で漁獲される天然秋鮭のブランド名称である。秋鮭は、サケ目サケ科サケ属に属し、秋に漁獲されるシロサケである。

## 特徴
日高管内で漁獲される鮭は、日高山脈を源とする清流を母なる川として生まれ育ち毎年春に降海し、3～5年後の秋に再び母なる川をめざし戻ってくる。そして、親潮と黒潮が激しくぶつかり合う世界でも有数の漁場で定置網で漁獲される。
そのため、銀色に輝く魚体から「銀毛」と呼ばれ、餌となるオキアミが豊富であることから白身魚でありながら身の色はベニサケにも劣らない鮮やかなサーモンピンクである。また、定置網で漁獲されるため生きたまま漁獲でき鮮度を保つことができる。
銀聖は、そのような特徴をもつものの中から、より鮮度がよく脂ののった、重量3.5キロ以上の大型のものだけを厳選したものである。

## ブランド
日高管内沿岸で、定置網漁業を営む漁業者が組織する「日高定置漁業者組合」が、2000年7月、名称とキャラクターを募集し、約15,000通にも及ぶ応募の中から、「銀聖」という名称と、銀色に輝く力強いさけの姿をキャラクターとして選んだ。
2002年に「銀聖」の名称が、2006年にキャラクターを含む認証ラベルが、商標登録されている。
10月1日を「銀聖の日」として日高定置漁業者組合が2007年に定めている。